# Reynaert
Reynaert (* 24. Juli 1955 in Seraing; † 5. November 2020; eigentlich Joseph Reynaerts) war ein belgischer (wallonischer) Sänger und Songschreiber.

## Biografie
Mit 18 Jahren begann Reynaert, sich als Straßensänger Geld zu verdienen. 1978 nahm er am Liederwettbewerb von Spa teil, den er mit dem Titel Cerf-volant auch gewinnen konnte. 1985 veröffentlichte er als „J. Reynaerts“ mit Voyages Désorganisés sein erstes Album. 1988 nahm er mit dem Lied Laisser briller le soleil (‚Die Sonne scheinen lassen‘) am belgischen Vorentscheid zum Eurovision Song Contest teil, der vom wallonischen Fernsehsender RTBF unter dem Titel Concours eurovision de la chanson – finale nationale veranstaltet wurde. Er konnte sich mit der Ballade, die er selbst mitgeschrieben hatte, gegen die anderen elf Teilnehmer durchsetzen. Für den Eurovision Song Contest 1988 wurde der Text des Liedes noch leicht verändert und ging schließlich unter dem Titel Laissez briller le soleil (‚Lasst die Sonne scheinen‘) an den Start. Beim Wettbewerb in Dublin war Reynaert nicht erfolgreich und belegte mit fünf Punkten (allesamt aus Frankreich) den 18. und damit drittletzten Platz. Laissez briller le soleil wurde als Single veröffentlicht, war aber kein großer Verkaufserfolg. Seitdem war es um den Sänger ruhig geworden.
Er arbeitete zuletzt als Direktor des Kulturzentrums in Soumagne. Zuvor hatte er das Kulturzentrum von Flémalle geleitet.
Am 5. November 2020 starb Reynaert im Alter von 65 Jahren an den Folgen einer SARS-CoV-2-Infektion während der COVID-19-Pandemie.

## Diskografie
Singles (Auswahl)
- 1978: Cerf-volant
- 1982: Pas assez
- 1988: Laissez briller le soleil